# 鈴置彩夏
鈴置 彩夏（すずおき さやか、2000年10月9日 - ）は、日本の女子バスケットボール選手である。ポジションはポイントガード。WリーグのENEOSサンフラワーズ所属。

## 来歴
愛知県出身。
聖カタリナ学園高校から白鷗大学に進学。
卒業後の2023年、ENEOSサンフラワーズに加入。